# Нестримне весілля
«Нестримне весілля» (англ. Shotgun Wedding) — американський комедійний романтичний бойовик 2022 року режисера Джейсона Мура за сценарієм Марка Гаммера. У головних ролях знялися: Дженніфер Лопес, Джош Демел, Соня Брага, Дженніфер Кулідж, Ленні Кравіц і Чіч Марін. Знімання відбувалося з лютого по квітень 2021 року в Бостоні та Домініканській Республіці.

## Сюжет
Том, Дарсі та їхні родини збираються на весілля на приватному острові на Філіппінах. У той момент, коли молодята сперечаються про весілля, їхні гості стають заручниками. Пірати вимагають 45 мільйонів доларів від багатого батька Дарсі Роберта. Він відмовляється платити, доки не переконається, що Дарсі жива.
Дарсі та Тома схоплюють окремо від гостей, але їм вдається втекти від викрадачів, убивши одного з піратів. Намагаючись уникнути повторного захоплення, Дарсі та Том висловлюють свої сумніви щодо доцільності весілля. Загнаний у куток у сховищі під кабінетом менеджера, Том здається піратам, щоб Дарсі могла сховатися.
Коли Том повертається до решти гостей весілля, він розповідає, що колишній наречений Дарсі Шон найняв піратів. Коли його змову розкрили, Шон вирушає полювати на Дарсі, взявши в заручники дівчину Роберта Гаррієт. Тим часом Дарсі приєднується до Тома та решти біля басейну, де вони з Томом зізнаються, що все ще хочуть одружитися.
Учасники весілля розуміють, що Гаррієт була спільницею Шона. Том просить двох піратів, які стоять на варті, дозволити їм завершити весільну церемонію, і Роберт каже, що віддасть гроші, якщо вони дозволять їм одружитися. Коли гості співають «I'll Be», Том і Дарсі кидаються на піратів, а Дарсі знімає з одного гранату. Один пірат здається; інший тікає, а потім починає стріляти по майданчику. Мати Тома Керол хапає зброю з землі та відкриває вогонь у відповідь. Дарсі кидає гранату в повітря, щоб Том міг вдарити нею по пірату, який підірвався під час вибуху (який також запускає феєрверк, що було влаштовано для святкування весілля).
Коли весільні гості вирушають в безпечне місце, Дарсі та Том біжать за допомогою, але з ними стикається Шон. Том бореться з ним, потім Том і Дарсі тікають на човні. Гарієт намагається зупинити їх на вертольоті. Шон, якого тягнули за мотузку разом із човном, піднімається на борт і знову б'ється з Томом, поки Дарсі керує човном. Випускається парасейл, який підіймає Тома і Шона в повітря. Том спускається по мотузці до човнової палуби. Том і Дарсі перерізають мотузку, відправляючи парасейл прямо в гвинти гелікоптера, що вбиває Шона і Гаррієт. Повернувшись на пляж, коли влада бере решту піратів під варту, Том і Дарсі одружуються.

## Акторський склад
| Актор            | Роль          |
| ---------------- | ------------- |
| Дженніфер Лопес  | Дарсі Рівера  |
| Джош Демел       | Том Фаулер    |
| Дженніфер Кулідж | Керол Фаулер  |
| Соня Брага       | Рената Ортіс  |
| Чіч Марін        | Роберт Рівера |
| Каллі Ернандес   | Джеймі Рівера |
| Десмін Боргес    | Рікі Сільвер  |
| Д'Арсі Карден    | Гарієт        |
| Ленні Кравіц     | Шон Гокінс    |
| Стів Култер      | Ларрі Фаулер  |
| Мелісса Гантер   | Дженні        |
| Альберто Айзек   | Ейс           |
| Селена Тан       | Марджі        |